# Juliane Winkelmann
Juliane Winkelmann (* 12. August 1967 in München) ist eine deutsche Neurologin und Humangenetikerin. Sie ist Inhaberin des Lehrstuhls für Neurogenetik an der Technischen Universität München und Direktorin des Instituts für Neurogenomik am Helmholtz Zentrum München. Seit 2017 ist sie auch Senior Vice President, Internationale Allianzen und Alumni, an der Technischen Universität München.

## Leben
Winkelmann studierte an der Semmelweis-Universität in Budapest und an der Ludwig-Maximilians-Universität in München, wo sie 1997 in der Medizin promovierte und 2005 auf dem Gebiet der Neurogenetik habilitierte.
Sie war Resident am Max-Planck-Institut für Psychiatrie in München, an der neurologischen Abteilung des Klinikums Großhadern in München und am Institut für Humangenetik im Klinikum rechts der Isar in München. Sie war Leiterin der Forschungsgruppe „Neurological Genetics“ am Max-Planck-Institut für Psychiatrie. Da entwickelte sie ihr Interesse an die Genetik von Verhaltenseigenschaften und Bewegungsstörungen, insbesondere die Genetik von Restless-Legs-Syndrom (RLS).
2013 wurde sie Full Professor of Neurology and Neuroscience an der Stanford-Universität in Kalifornien, USA. Seit 2017 ist sie Geschäftsführende Vizepräsidentin für Internationale Allianzen und Alumni. Seit 2015 ist sie Professorin für Neurogenetik an der Technischen Universität München und Direktorin des Instituts für Neurogenomik am Helmholtz Zentrum München.
Seit 2017 ist sie Senior Vice President, Internationale Allianzen und Alumni, an der Technischen Universität München, wo sie 2021 zu einem zweiten Amtszeit gewählt worden ist.

## Forschung
Winkelmann hat ihre Forschungsergebnisse in wissenschaftlichen Zeitschriften wie Nature Genetics, Genome Research, Neuron, New England Journal of Medicine, Lancet Neurology, und American Journal of Human Genetics publiziert. Sie ist am besten bekannt für ihre Arbeit über die Ursachen von RLS. In langjähriger Forschung hat sie genetische Varianten der Störung identifiziert und ein Verständnis der grundlegende genetische Architektur entwickelt. Aufgrund dieser Ergebnisse glaubt man jetzt, dass RLS Komponenten einer Entwicklungsstörung des Nervensystems zeigt.
Insgesamt untersucht ihre Forschung die Genetik komplexer phenotypischen Eigenschaften in Menschen durch den Einsatz genomweiter genetischen Assoziationsstudien, um neuartige Krankheitsloci zu identifizieren. In einer Studie von 2007 berichtete sie mit ihrem Team und Kollaboratoren in Europa und Kanada über die allererste Entdeckung genetischer Varianten von RLS. Unabhängige Kollaboratoren im UK, den USA und Europa konnten dieses Ergebnis bestätigen und erweitern. Mit dem Einsatz von Sequenzierung der nächsten Generation untersucht sie auch seltene Störungen, wobei es ihr gelungen ist, zahlreiche Gene für Bewegungs- und Schlafstörungen zu finden, u. a. Dystonie, Narkolepsie und die Parkinson-Krankheit.

## Auszeichnungen
- seit 2020 Mitglied der Leopoldina[17]
- 2016 Sleep Science Award, American Academy of Neurology (AAN)[18]
- 2014 Parkinson-Preis der Dr. Friedrich-Wilhelm und Dr. Isolde Dingebauer-Stiftung, Deutsche Gesellschaft für Neurologie (DGN)[19]
- 2013 Collaborative Research Award, International RLS Study Group
- 2009 Outstanding Scientific Achievement Award, American Sleep Research Society (SRS)[20]
- 2001 Habilitationsförderpreis, Bayerisches Staatsministerium für Kultur, Wissenschaft und Kunst